# Camors
Camors ist eine französische Gemeinde mit 3180 Einwohnern (Stand 1. Januar 2022) im Département Morbihan in der Region Bretagne. Sie gehört zum Arrondissement Lorient sowie zum Kanton Pluvigner.

## Geografie
Die Gemeinde Camors liegt am Fluss Ével, 25 Kilometer nordwestlich von Lorient. Durch das Gemeindegebiet führt die Bahnstrecke Auray–Pontivy.

## Bevölkerungsentwicklung
| Jahr                       | 1962 | 1968 | 1975 | 1982 | 1990 | 1999 | 2008 | 2019 |
| Einwohner                  | 2557 | 2436 | 2300 | 2321 | 2375 | 2353 | 2753 | 3066 |
| Quellen: Cassini und INSEE |      |      |      |      |      |      |      |      |

## Sehenswürdigkeiten
Das neolithische Galeriegrab von Lann-et-Vein ist eine Allée couverte in Camors an der Ecke der Rue de l‘Allée-Couverte und Rue Sabotiers, im Dorf Lann-er-Vein. Das Alignement von Kornevec ist eine seit 1934 als Monument historique geschützte Steinreihe südöstlich des Ortes.

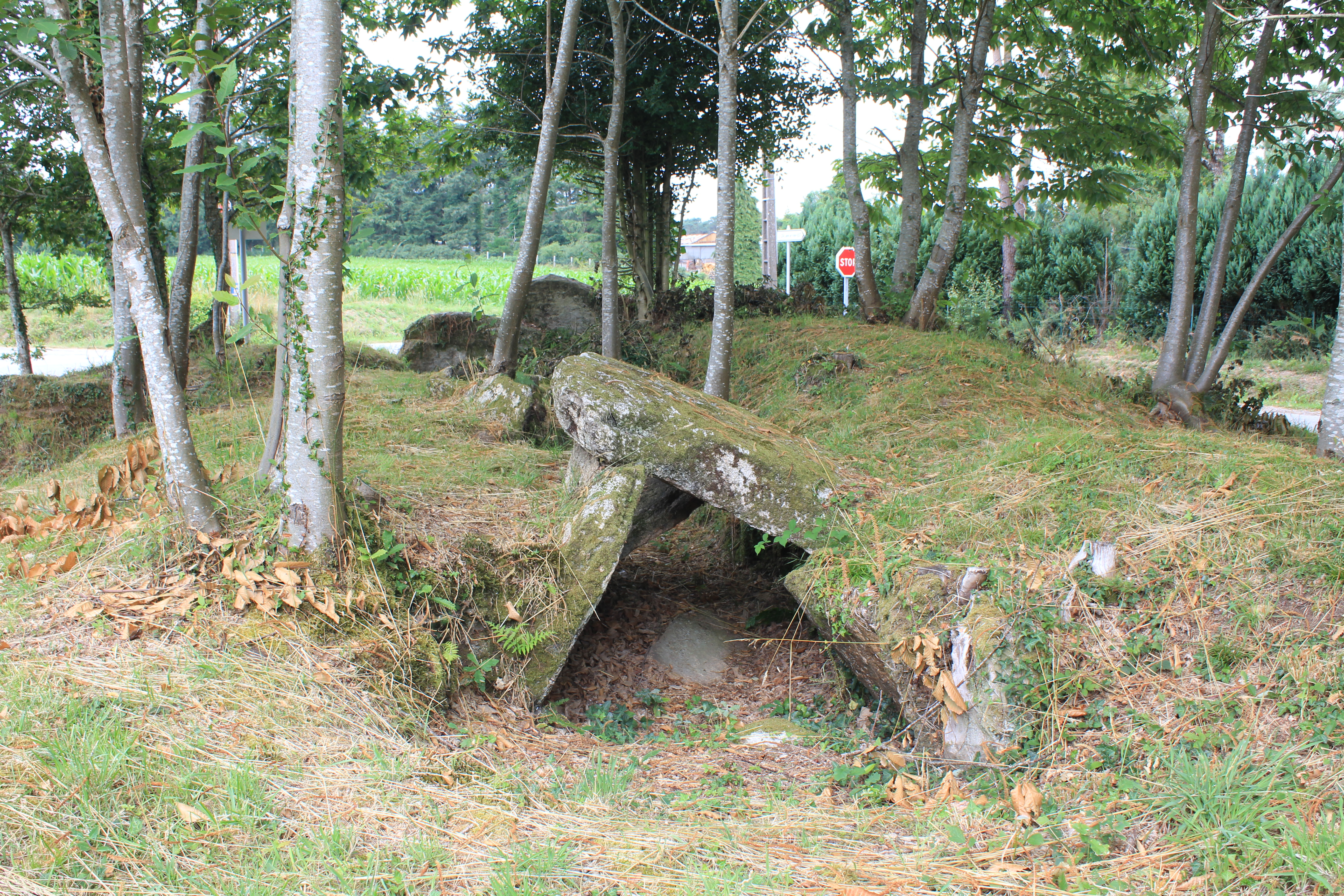
Allée couverte de Lann-et-Vein
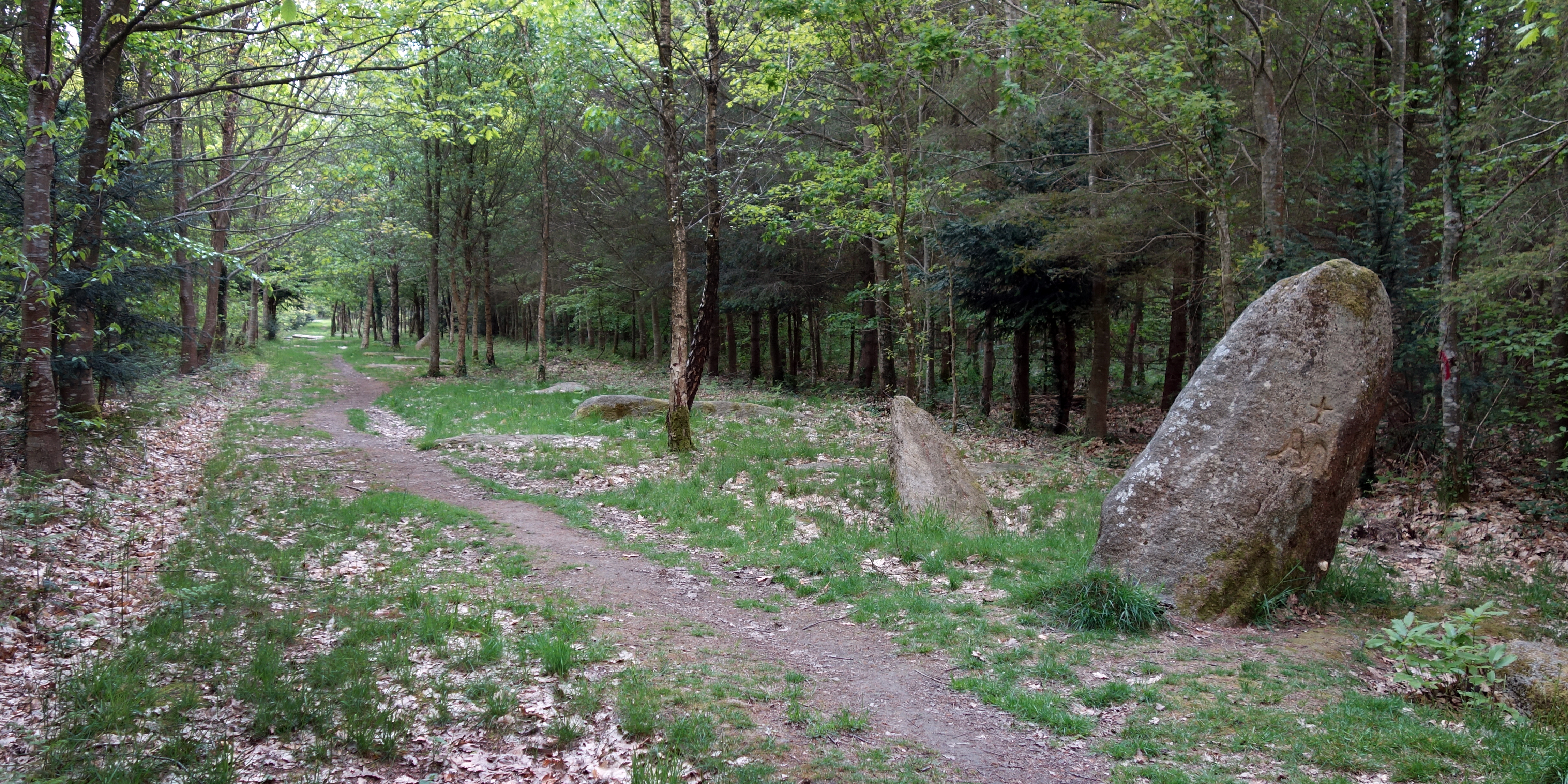
L'alignement de Cornevec
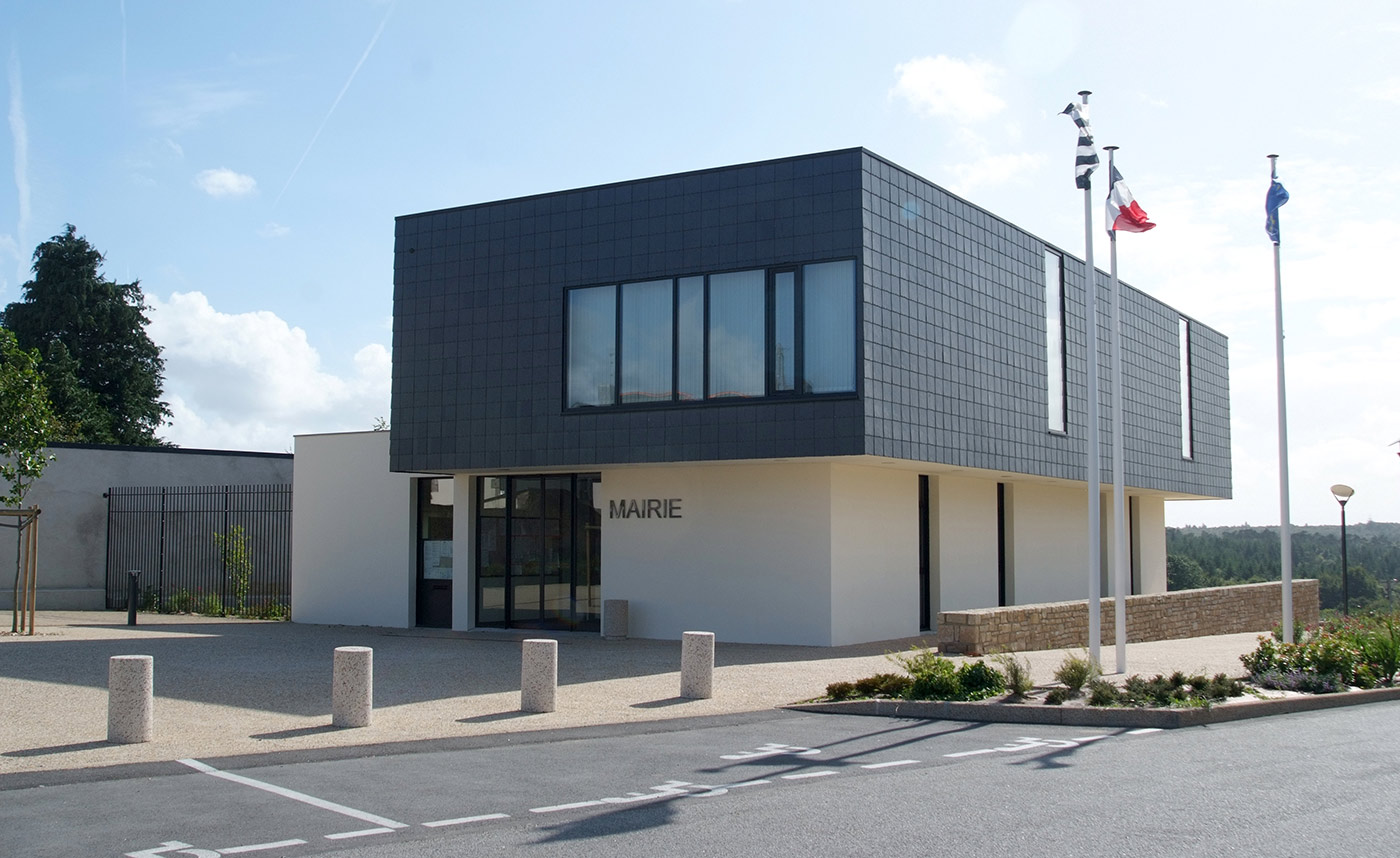
Mairie Camors
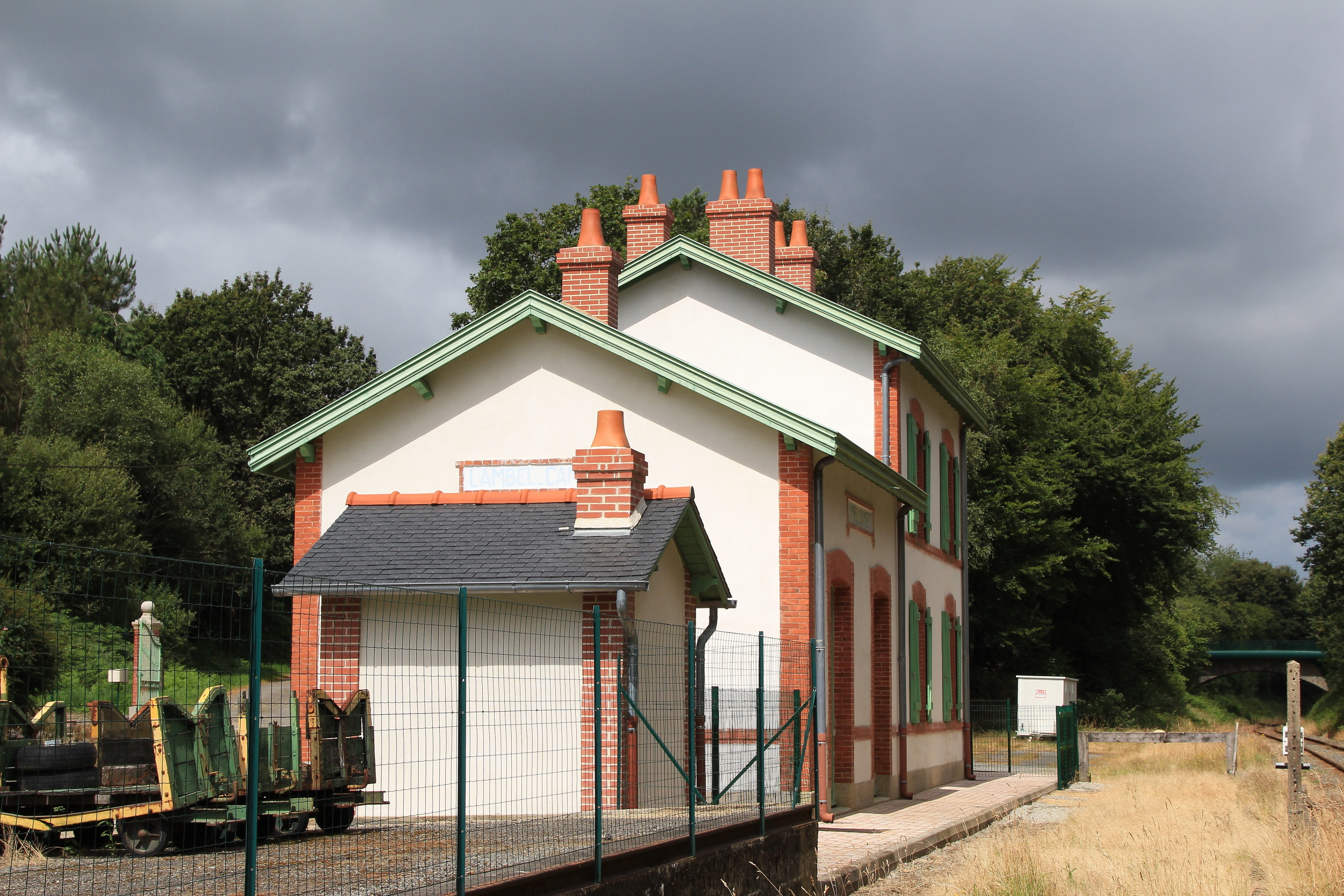
Bahnhof Lambel - Camors